# 田口易之

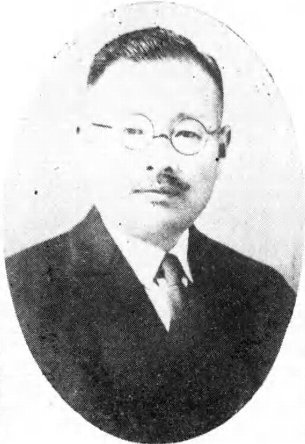
田口易之

田口 易之（たぐち やすゆき / えきし、1883年（明治16年）2月24日 - 1965年（昭和40年）2月13日）は、日本の検察官、内務・警察官僚、政治家。官選大分県知事、和歌山市長。

## 経歴
岡山県西北条郡上田邑村（田邑村を経て現津山市上田邑）出身。田口徳一郎の二男として生まれた。1912年10月、東京帝国大学法科大学法律学科（独法）を卒業。同年12月、司法官試補に任じられ静岡地方裁判所検事局事務修習となる。
1913年10月、静岡区裁判所検事代理に就任。同年7月、検事に昇格し名古屋地方裁判所検事局勤務となる。以後、富山区裁判所検事、輪島区裁判所検事、金沢区裁判所検事などを歴任。1920年6月、内務省に転じ、大阪府警視・刑事課長に就任。以後、和歌山県警察部長、北海道庁部長・警察部長、山梨県書記官・内務部長、新潟県書記官・警察部長、京都府書記官・警察部長、佐賀県書記官・内務部長、高知県書記官・内務部長、愛媛県書記官・内務部長、京都府書記官・内務部長などを歴任。
1932年6月、大分県知事に就任。県招魂社の復興、広瀬神社の建立、宇佐神宮の神域拡張計画を推進した。1936年4月に知事を退任した。その後、和歌山市長に就任し、1946年まで在任し、公職追放となった。